# مانیتور (ایندیانا)
مانیتور (به انگلیسی: Monitor) یک منطقهٔ مسکونی در ایالات متحده آمریکا است که در شهرستان تیپکانو، ایندیانا واقع شده‌است. مانیتور ۱۸۰ متر بالاتر از سطح دریا واقع شده‌است.